# Anton Tchekhov - 1890
Pour plus de détails, voir Fiche technique et Distribution.
Anton Tchekhov - 1890 est un film français réalisé par René Féret sorti en 2015.

## Synopsis
Été 1890. Pour se faire un peu d’argent et nourrir sa famille, Anton Tchekhov, médecin modeste, écrit des nouvelles pour des journaux qu’il signe Antocha Tchékhonté. Des personnages importants, écrivain et  éditeur, viennent lui faire prendre conscience de son talent. Sa situation s’améliore et Anton Tchekhov obtient le prix Pouchkine et l’admiration de Tolstoï. Mais lorsque l’un de ses frères meurt de la tuberculose, Anton le vit comme un échec personnel et veut fuir sa notoriété et ses amours. Il se souvient de sa promesse et décide alors d’aller sur l’île de Sakhaline, à 10 000 kilomètres de Moscou, à la rencontre des bagnards.

## Fiche technique
- Titre : Anton Tchekhov - 1890
- Réalisation et scénario : René Féret
- Musique : Marie-Jeanne Serero
- Photographie : Lucas Bernard
- Montage : Fabienne Féret
- Son : Emmanuelle Villard, Nicolas Paturle
- Costumes : Carole Gérard
- Décors : Véronica Fruhbrodt
- Producteur : René Féret et Fabienne Féret
- Production : Les Films Alyne
- Distribution : JML Distribution
- Pays :  France
- Durée : 96 minutes
- Date de sortie : 
  - France : 18 mars 2015

## Distribution
- Nicolas Giraud : Anton Tchekhov
- Lolita Chammah: Macha Tchekhov, sœur d'Anton
- Robinson Stévenin : Kolia Tchekhov, frère d'Anton
- Jacques Bonnaffé : Souvorine, l'éditeur
- Jenna Thiam : Lika Mizinova
- Marie Féret : Anna, l’institutrice
- Alexandre Zeff :  Isaac
- Philippe Nahon : Grigorovitch
- Frédéric Pierrot : Tolstoï
- Manu Layotte : Un prisonnier à Sakhaline
- Brontis Jodorowsky : Alexandre Tchekhov, le frère aîné d'Anton
- Lisa Féret : l’une des 4 sœurs de Sakhaline
- Albert Delpy : le gouverneur de Sakhaline
- Daniel Delabesse : le médecin de Sakhaline
- Marie-Jeanne Serero : l’épouse du médecin
- Léone Féret : une des filles de Tolstoï
- Faustine Féret : une des filles de Tolstoï
- Guy Cisterne : le père d’Anton
- Michelle L’Aminot : la mère d’Anton
- Sacha Bravard : l’enfant qui a fumé
- Frédéric Hulné : le père de l’enfant
- Marion Trémontels : Véra
- Bruno Davézé : Iégor
- Ugo Broussot : le fonctionnaire à Sakhaline

## Production

### Lieux de tournage
Le film a été tourné en :
- Norvège
- Haute-Vienne :
  - au château du Fraisse à Nouic.
  - Au château de Boisse à Saint-Jouvent.

## Accueil

### Accueil critique
En France, le site Allociné propose une note moyenne de 3,9⁄5 à partir de l'interprétation de critiques provenant de 22 titres de presse.